# هولدن روبرتو
هولدن آلوارو روبرتو (انگلیسی: Holden Álvaro Roberto; ۱۲ ژانویهٔ ۱۹۲۳ – ۲ اوت ۲۰۰۷) سیاست‌مدار اهل آنگولا بود. وی جبهه آزادیبخش ملی آنگولا (FNLA) را از ۱۹۶۲ تا ۱۹۹۹ تأسیس و رهبری کرد. خاطرات او ناتمام است.

## زندگی‌نامه
روبرتو پسر گارسیا دیاسیوا روبرتو و خُوانا لالا نیکاکا (و یک بازمانده سلطنت پادشاهی کنگو) در ساو سالوادور در آنگولا به دنیا آمد. خانواده او به لئوپولدویل در بلجیان کنگو در ۱۹۲۵ کوچ کرد. در ۱۹۴۰ او از مدرسه مسیحی بپتیست فارغ‌التحصیل شد.
وی سپس برای اداره دارایی بلژیک در لئوپولدویل در بوکاوو و استانلیویل به مدت ۸ سال کار کرد. در ۱۹۵۱ او از آنگولا دیدار کرد و شاهد بود که مقامات پرتغالی با یک مرد مسن بدرفتاری می‌کردند که همین برای او الهام بخش بود که فعالیت سیاسی خودش را شروع کند.